# Tarek Momen
Tarek Momen (arabisch طارق مؤمن; * 23. Februar 1988 in Kairo) ist ein ehemaliger ägyptischer Squashspieler.

## Karriere
Tarek Momen begann seine professionelle Karriere im Jahr 2005 und gewann elf Turniere auf der PSA World Tour. Seine höchste Platzierung in der Weltrangliste erreichte er mit Rang drei im Februar 2019. Während seiner Zeit bei den Junioren gewann Tarek Momen zahlreiche Turniere, darunter mehrere bei den British Junior Open. Mit der ägyptischen Nationalmannschaft wurde er bei der Mannschaftsweltmeisterschaft 2013 nach einer Finalniederlage Vizeweltmeister. Tarek Momen kam im Endspiel gegen Daryl Selby zum Einsatz und unterlag diesem glatt mit 0:3. Bei der Weltmeisterschaft 2018/19 erreichte Momen das Endspiel, in dem er in vier Sätzen Ali Farag unterlag. In der Saison darauf erreichte er erneut das Finale und wurde nach einem Sieg gegen Paul Coll schließlich Weltmeister. Einen Monat darauf gewann er auch mit der Nationalmannschaft den Weltmeistertitel. Im Juni 2025 beendete Momen seine Karriere.
Er ist seit Juni 2014 mit der ägyptischen Squashspielerin Raneem El Weleily verheiratet. Das Paar hat zwei Söhne.

## Erfolge
- Weltmeister: 2019/20
- Weltmeister mit der Mannschaft: 2019
- Gewonnene PSA-Titel: 11